# 오태선
오태선(吳泰善, 1992년 2월 20일 ~ )은 전 KBO 리그 삼성 라이온즈의 투수이다.

## 출신 학교
- 인천서화초등학교
- 상인천중학교
- 김해고등학교